# Candidella gigantea
Candidella gigantea is een zachte koraalsoort uit de familie Primnoidae. De koraalsoort komt uit het geslacht Candidella. Candidella gigantea werd in 1889 voor het eerst wetenschappelijk beschreven door Wright & Studer. 